# 9543 Nitra
A 9543 Nitra (ideiglenes jelöléssel 1983 XN1) a Naprendszer kisbolygóövében található aszteroida. Milan Antal fedezte fel 1983. december 4-én.